# Herzova reakce
Herzova reakce je reakce derivátů anilinu s chloridem sirným za vzniku benzodithiazoliových solí (také označovaných jako Herzovy soli). Hydrolýzami těchto solí se vytváří sodné thioláty, které lze dále přeměnit na 2-aminothiofenoly.
2-aminothiofenoly mohou být použity pro diazotační reakce, kde vytvářejí benzothiadiazoly.

## Výroba baviv
Anilin 5 se převádí na sloučeninu 6:
1. Prvním krokem je tvorba ortho-aminothiolu Herzovou reakcí (anilin 5 reaguje s chloridem sirným).
2. Následně se tento thiol mění ortho-aminoarylthioglykolovou kyselinu.
3. Aromatický amin se Sandmeyerovou reakcí převádí na nitril.
4. V posledním kroku se nitril hydrolyzuje za vzniku 6, sloučeniny, která je poté cyklizací a dekarboxylací převáděna na 7.

Vytvořený thioindoxyl je meziproduktem výroby řady barviv; například kondenzací s acenaftochinonem barvivo vzniká 8, kondenzací s isatinem se vytváří thioindigové barvivo 9.